# Alexandra Borbély
Alexandra Borbély (ur. 4 września 1986 w Nitrze) – węgierska aktorka filmowa i teatralna pochodząca ze Słowacji.

## Życiorys
Dzieciństwo spędziła w słowackim Veľkým Cetínie, wychowując się w dwujęzycznym węgiersko-słowackim środowisku. Maturę zdała w Gimnázium Jánosa Selyego w Komárnie. Zdawała do bratysławskiej szkoły aktorskiej, do której jej nie przyjęto, tak że w końcu zdecydowała się na Budapeszt. Zanim przyjęto ją na Uniwersytet Sztuki Teatralnej i Filmowej, rok spędziła w Studiu Teatru Narodowego, do którego zaprosił ją dyrektor Tamás Jordán. W 2012 r. ukończyła studia na uniwersytecie i w tym samym roku została członkinią zespołu Teatru im. Józsefa Katony w Budapeszcie. W 2017 r. zdobyła w Berlinie Europejską Nagrodę Filmową dla najlepszej aktorki za rolę w filmie Dusza i ciało, a także została wyróżniona nagrodą Mari Jászai.

## Role teatralne
- Dániel Varró: Túl a maszat hegyen
- Wasilij Sigariew: Gyurma
- Feydeau: A hülyéje (Lucienne)
- Dorota Masłowska: Két lengyelül beszélő szegény román (Dwoje biednych Rumunów mówiących po polsku) (Dzsina)
- Péter Nádas: Szirénének
- Flaubert: Dilettánsok (kilka postaci)
- György Bessenyei: A filozófus (Lucinda)
- István Kerékgyártó – Annamária Radnai: Rükverc (A fiatal Vidráné)
- Szilárd Rubin: Ahol a farkas is jó
- Joël Pommerat: A két Korea újraegyesítése
- Szilárd Borbély: Az Olaszliszkai (Ügyész)
- Imre Sarkadi: Oszlopos Simeon (Mária)
- Iwan Wyrypajew: Részegek (Magda)
- Szekspir: Ahogy tetszik (Jak wam się podoba) (Rosalinda)
- Frances Ya-Chu-Cowhig: A tökéletes boldogság világa (kilka postaci)
- Brecht: A kaukázusi krétakör (Kaukaskie kredowe koło)

## Filmy
- Hacktion: Újratöltve (węgierski serial telewizyjny, 2012)
- 069 (węgierski film krótkometrażowy, 2012)
- Sátántangó (węgierski film krótkometrażowy nakręcony na Słowacji, 2012)
- A rajzoló (węgierski film telewizyjny, 2013)
- Coming out (węgierska komedia, 2013)
- Swing (węgierska komedia romantyczna, 2014)
- Dusza i ciało (węgierski film fabularny, 2017)
- Szklany pokój (czesko-słowacki film fabularny, 2019)

## Nagrody i wyróżnienia
- Europejska Nagroda Filmowa dla najlepszej aktorki (2017) – za rolę w filmie Dusza i ciało[7].